# Анголар (грошова одиниця)
Анголар (порт. angolar — дослівно «ангольський») — португальський заморський ескудо, грошова одиниця Анголи в 1926—1958 (у 1926—1928 паралельно з ангольським ескудо). Ділилася на 100 сентаво або 20 макут.

## Історія
Введений в обіг у вересні 1926, замінивши в 1928 ангольський ескудо, чий курс був прив'язаний до португальського ескудо у співвідношенні 1:1. Курс обміну банкнот становив: 1 анголар = 1,25 ескудо. При цьому співвідношення анголара з португальським ескудо залишилося незмінним — 1:1. У співвідношенні 1:1 на додаток до старих сентаво (1/100 ангольського ескудо) випущені і нові сентаво, рівні 1/100 анголара. Таким чином, по суті реформа означала девальвацію ангольської національної валюти в 1,25 раза.
У 1958 в рамках уніфікації грошового обігу в португальських колоніях анголар знову замінили на ангольський ескудо. Монети в ескудо для Анголи почали карбувати вже в 1952.

## Монети
При введенні анголара випущені монети номіналом 1, 2, 5, 10, 20 і 50 сентаво. У 1948—1950 з'явилися нові різновиди монет номіналом 10, 20 та 50 сентаво.

## Банкноти
У вересні 1926 Валютна рада Анголи випустила в обіг банкноти номіналами 1, 2½, 5 та 10 анголарів.
У 1927 Банк Анголи випустив також грошові знаки номіналом 20, 50, 100 і 500 анголарів.
У 1942 генерал-губернатор санкціонував випуск нового різновиду банкнот в 1 і 2½ анголара, в 1944 — в 1000 анголарів, нарешті, в 1947 — нового різновиду банкнот в 5 і 10 анголарів.